# Fondation de l'Hermitage
Ne doit pas être confondu avec Musée de l'Ermitage.
 (novembre 2024).
La Fondation de l'Hermitage est un musée consacré aux beaux-arts, situé dans la ville vaudoise de Lausanne, en Suisse.
Son bâtiment est une maison de maître reconstruite entre 1852 et 1855 et appartenant à l'époque à Charles Bugnion.

## Histoire
.

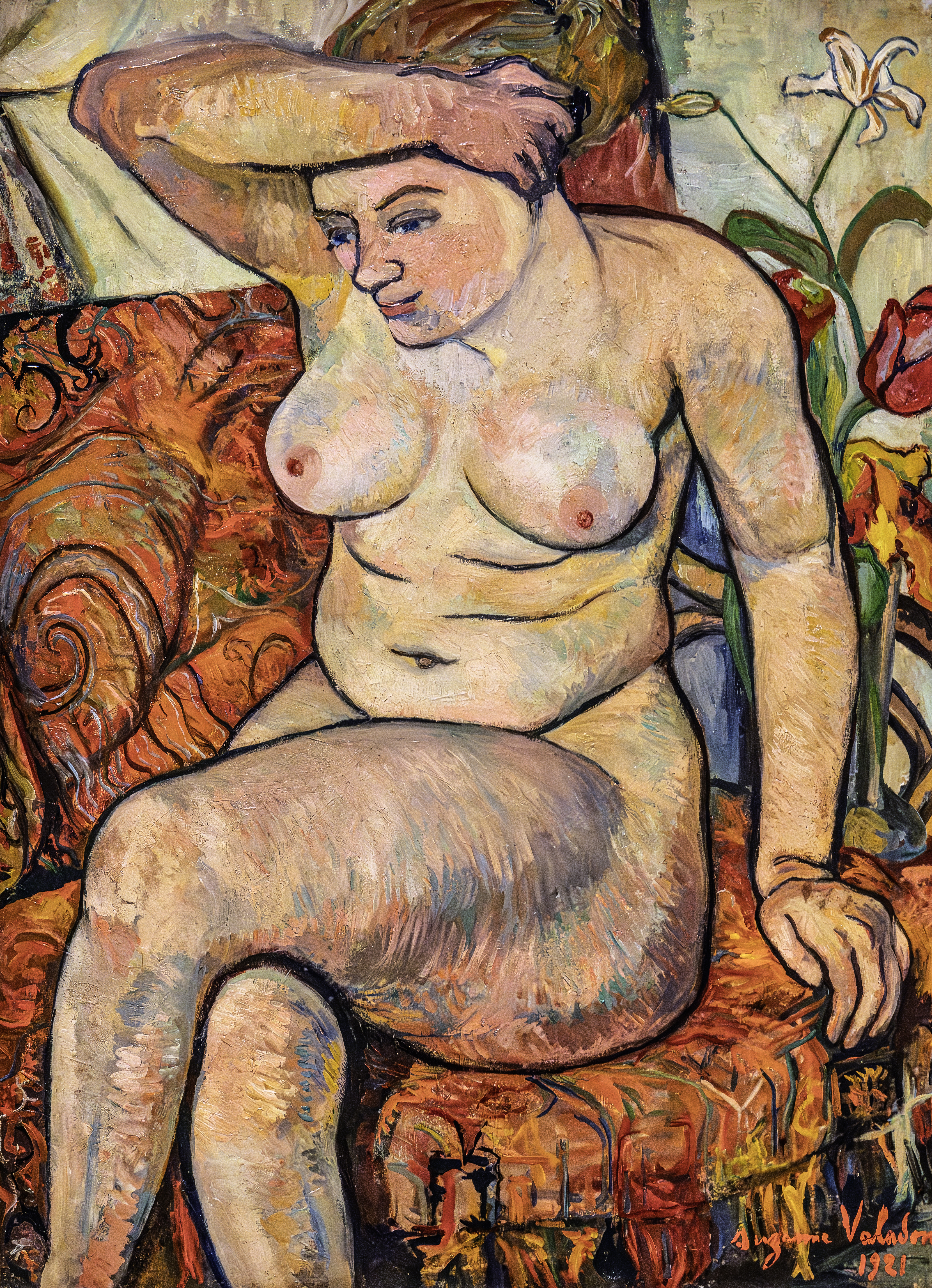
Nu assis au châle tapis (1921), huile sur toile, par Suzanne Valadon

En 1841, Charles Bugnion achète le domaine de l'Hermitage situé Route du Signal 2. Des bâtiments du XVIIIe siècle sont alors déjà présent sur le terrain. En 1852 la maison du fermier est rénové, puis sur les plans de Louis Wenger, la maison de maître est reconstruite de 1852 à 1855. D'autres bâtiments comme une orangerie et un pigeonnier, pensés par Louis Joël, sont achevés de construire en 1857.
En 1976, la famille Bugnion fait don de cette maison à la ville. Une fondation est également créée pour restaurer, maintenir et faire connaître cet édifice, et y organiser deux à trois expositions par an consacrées aux beaux-arts. La première exposition, consacrée à L'impressionnisme dans les collections romandes, ouvre ses portes en juin 1984. Depuis cette date, plus de 2 millions et demi de personnes ont visité 80 expositions d'envergure internationale : des monographies (Bonnard, Caillebotte, Giacometti, Hopper, Magritte, Miró, Monet…), des présentations thématiques (Le pointillisme, Le futurisme, L'aquarelle anglaise, Le Modernisme espagnol, La fenêtre dans l'art occidental…), des collections publiques (Musées de Barcelone, Lyon, Athènes, Montpellier…) ou privées (Gould, Weinberg, Planque, Hahnloser, Bonna, Bührle…).
La Fondation possède également une collection de quelque 600 œuvres, qui n'est pas exposée de façon permanente, mais présentée régulièrement au public lors d'expositions ou prêtées à d'autres institutions muséales. Elle est, tout comme le bâtiment qui l'accueille, inscrite comme bien culturel suisse d'importance nationale.

## Bâtiment
La maison de maître, qui possède un étage, fait 29,2 m de large. Les façades principales présentent 5 baies vitrées à chaque niveau. L'entrée fait face au nord, tandis que la façade sud offre un balcon. Les côtés de la maison sont pourvus de galeries latérales portées par des piliers en pierre de taille aux angles de la maison et des poteaux métalliques. Le toit est en croupe.

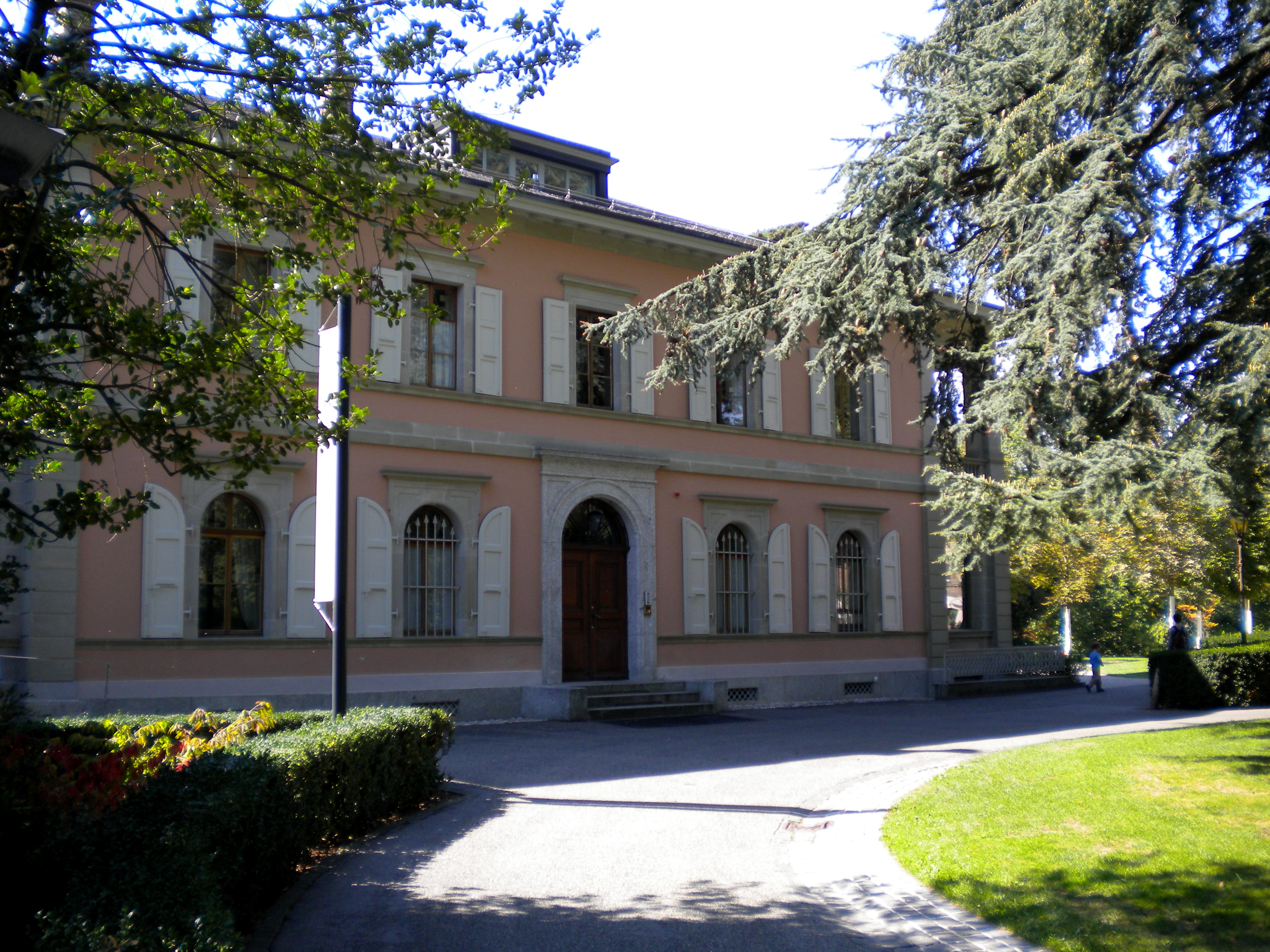
Vue de la façade nord de la maison de maître de l'Hermitage

L'aménagement intérieur est  « classique », en forme de T, avec un grand couloir. 
La maison de l'Hermitage est dans la lignée stylistique des maisons de campagne classiques et néoclassiques de la région telles que Beau-Séjour, Fantasie ou la Rosière. La présente de nombreuses ouvertures (fenêtres, galeries...) est une « extraversion » qui n'empêche cependant pas une certaine cohérence stylistique.